# Leo Sirota
Leo Gregorovich Sirota (Kamyanets-Podilski, 4 de maio de 1885 – 25 de fevereiro de 1965) foi um pianista judeu ucraniano, mais conhecido por estudar com Ferruccio Busoni em Viena e depois *por ter sido professor dos famosos pianistas japoneses Minoru Matsuya (1910-1995) e Takahiro Sonoda (1928-2004).